# Katalanskt teckenspråk
Det katalanska teckenspråket (katalanska: llengua de signes catalana, LSC) är ett teckenspråk används av mer än 25 000 personer i Katalonien, varav 12 000 är döva. Det är sedan 1994 erkänt av Kataloniens regionstyre.

## Relationer med andra språk
Som för de flesta teckenspråk har det katalanska teckenspråket inget släktskap med de språk som talas i samma område. Teckenspråken grupperas utifrån släktskapsrelationer med andra teckenspråk. Det katalanska teckenspråket räknas som en del av den franska teckenspråkfamiljen, men likheten är inte särskilt uppenbar. Teckenspråket har ett eget handalfabet, med en hel del olikheter jämfört med exempelvis det svenska handalfabetet.
I motsats det tvåspråkiga Katalonien huvudsakligen det katalanska teckenspråket. Man räknar med en förståelse på 50 procent, i förhållande till det spanska teckenspråket.